# Império do Espírito Santo da Urzelina

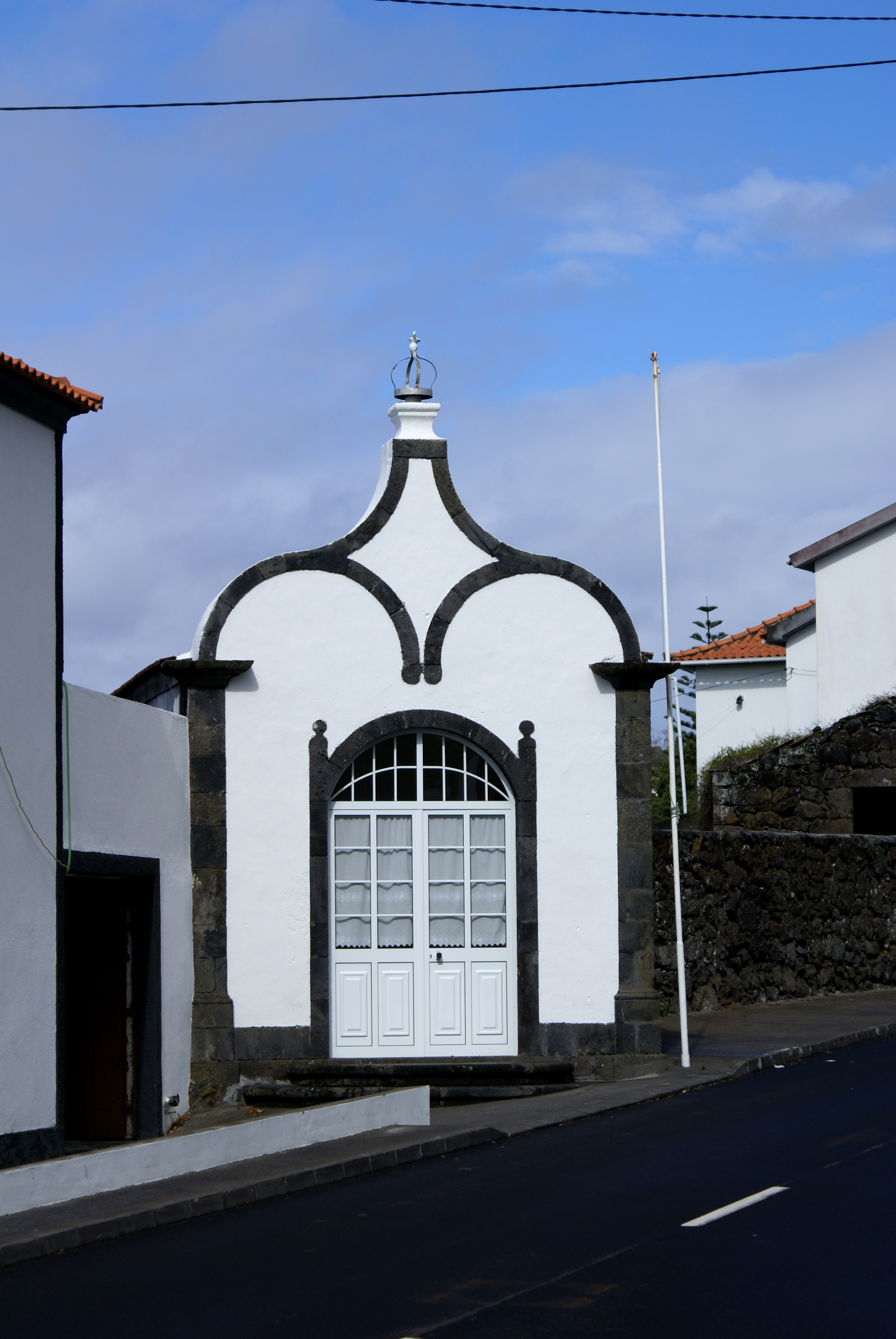
Império do Espírito Santo da Urzelina, Velas.

O Império do Espírito Santo da Urzelina é um Império do Espírito Santo português localizado na freguesia da Urzelina, concelho das Velas, ilha de São Jorge.
Este império foi edificado junto à estrada central da Urzelina próximo da Igreja de São Mateus.
Este império do Espírito Santo da apresenta uma arquitectura simples mas com bons trabalhos em cantaria de pedra basáltica de cor escura e acabamentos e argamassa pintada a cor branca.